# Thomas Pulloppillil
Thomas Pulloppillil (ur. 14 lipca 1954 w Nadukani) – indyjski duchowny katolicki, biskup diecezji Bongaigaon od 2000.

## Życiorys
Święcenia kapłańskie przyjął 6 kwietnia 1981. Był m.in. ekonomem archidiecezji Guwahati (1998-2000).

### Episkopat
10 maja 2000 roku został mianowany przez papieża Jana Pawła II biskupem diecezji Bongaigaon. Sakrę przyjął 20 sierpnia tegoż roku z rąk biskupa Thomasa Menamparampila.